# Navadna enocvetka
Navadna enocvetka (znanstveno ime Moneses uniflora) je zelnata rastlina v smrekovih, jelkinih in borovih gozdovih. Rastišče najde na zmerno suhih, zmerno kislih, humoznih zemljiščih  obraslih z mahom. Najdemo jo lahko tudi na manj ali bolj debelih slojih z iglicami prekrite gozdne zemlje. Na takšnih mestih pogosto oblikuje večje, goste populacije skupaj z vrstami: Corallorhiza innata, Goodyera repens, Listera cordata, Oxalis acetosella, Majanthemum bifolium, Lycopodium annotinum, Monotropa hypopytis, Melampyrum silvaticum in njim podobne.